# SASM
SASM (SimpleASM) — бесплатная простая кроссплатформенная Open Source среда разработки программного обеспечения на языках ассемблера NASM, MASM, GAS, FASM с подсветкой синтаксиса и отладчиком.
SASM позволяет легко разрабатывать и выполнять программы, написанные на языке ассемблера. Программа работает «из коробки» и хорошо подходит для начинающих изучать язык ассемблера.
Основана на Qt. Распространяется по свободной лицензии GNU GPL v3.0.
Создана программистом Дмитрием Манушиным (Dman95).

## Возможности
- Поддержка 4 ассемблеров — NASM, MASM, GAS, FASM
- Подсветка синтаксиса с настройкой цветовой схемы
- Удобный графический отладчик программ
- Интерфейс программы переведён на множество языков
- Библиотека макросов ввода-вывода
- Возможность работы с несколькими файлами с использованием вкладок
- Большинство компонентов (за исключением masm), необходимых для работы (gdb, gcc, nasm, fasm, gas), уже включены в программу

## Альтернативные IDE для ассемблера
- RadASM
- WinAsm
- Fresh